# 微小拉拉藤
微小拉拉藤（学名：Galium minutissimum）为茜草科拉拉藤属下的一个种。

## 扩展阅读
- 維基物種上的相關：微小拉拉藤